# Cicurina bullis
Cicurina bullis là một loài nhện trong họ Dictynidae.
Loài này thuộc chi Cicurina. Cicurina bullis được miêu tả năm 2004 bởi Cokendolpher.